# Holishkes

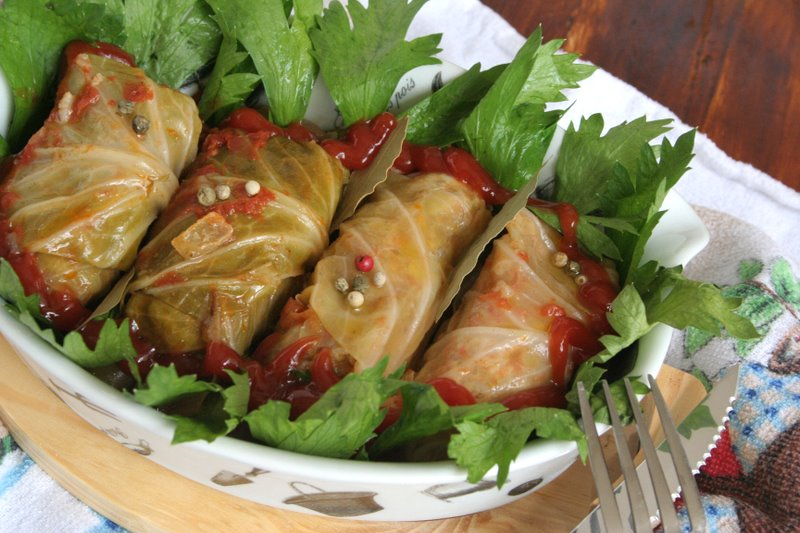
Un plato con holishkes acompañados con salsa de tomate.

El holishke (también llamado holipches, huluptzes o gefilte kroit), es un plato tradicional judío que se prepara con hojas de repollo ligeramente cocidas que se envuelven alrededor de la carne y después es bañada con salsa de tomate y se deja cocer a fuego lento. A veces se puede agregar arroz para rellenar la carne. Este plato se come durante todo el año, a veces se sirve con sucot para simbolizar una cosecha abundante, y en simjat torá, por qué los rollos de lechuga que están colocados al lado del otro se parecen a los rollos de Torá.
En la región del caribe, específicamente en la República Dominicana,  donde hubo una gran migración de la comunidad judía desde los países de Europa del Este y los Balcanes, este plato fue heredado y adquirió características propias del país y de los ingredientes autóctonos del caribe. El "niño envuelto", como se le llama al "holishke" en República Dominicana, es un plato que usualmente se prepara en fiestas y amenidades familiares.

## Historia
Los judíos en el Imperio ruso y en el noreste de Polonia adaptaron los holishkes de un plato servido por los tártaros, mientras que los judíos en Hungría y los Balcanes lo aprendieron de sus vecinos turcos. Los judíos en Europa del Este lo llamaron «golub» (paloma), porque el repollo enrollado en salsa se parecía a un pájaro en un nido, el condimento varía según la comunidad, los judíos húngaros usan una pizca de mejorana, los sirios le añaden canela, los persas le agregan eneldo y menta. Como la carne era cara, se añadió el arroz como sustituto en el relleno.